# Arthur Dillon (General)

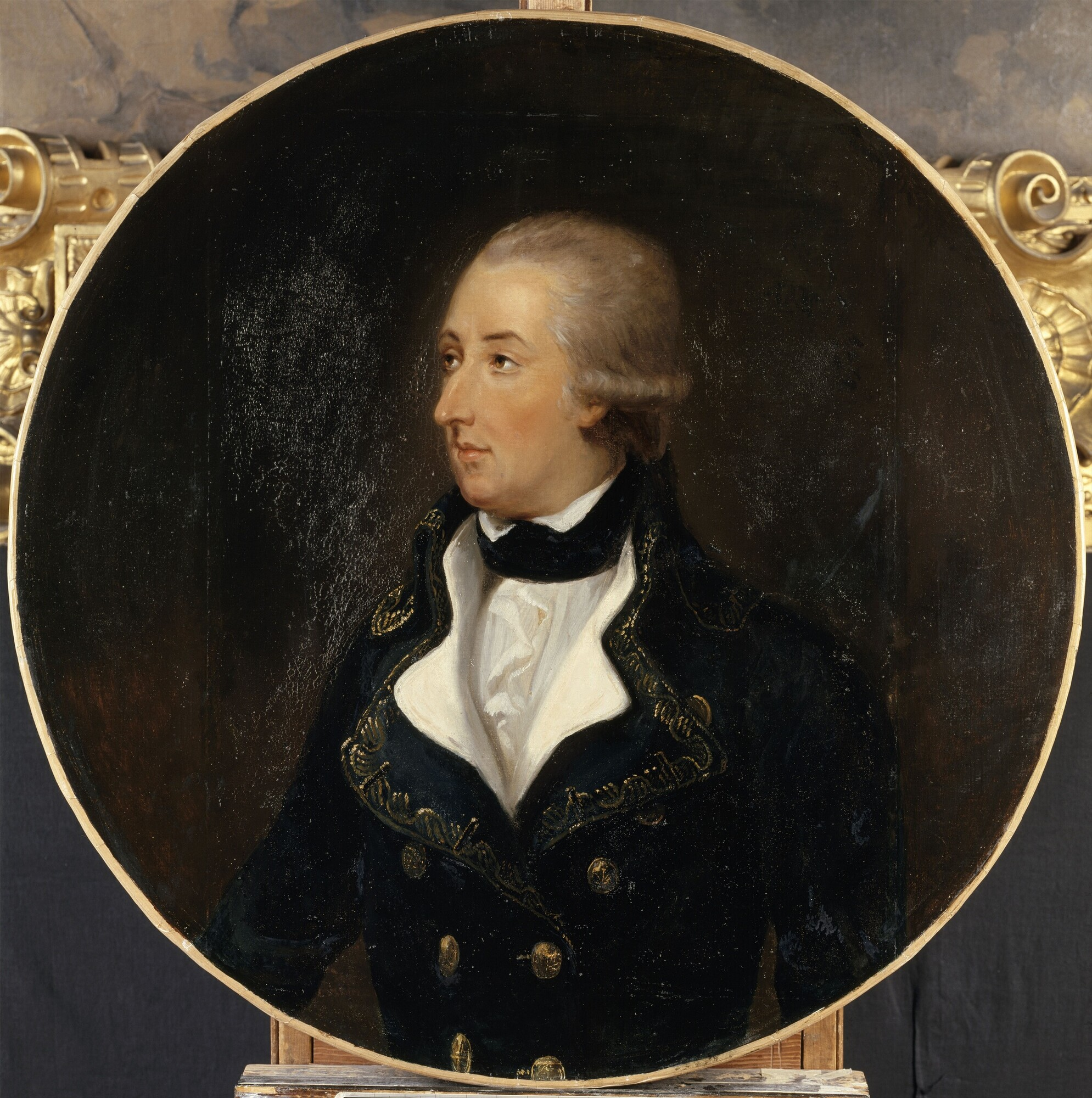
Arthur Dillon

Arthur Dillon, Graf Dillon (* 3. September 1750; † 13. April 1794 in Paris) war ein französischer Général de division.

## Biografie
Dillon war der zweitgeborene Sohn des irischen Adligen Henry Dillon, 11. Viscount Dillon, dessen Vater 1711 auch den französischen Titel Comte Dillon erworben hatte. Er trat in die Armee König Ludwigs XVI. ein. Während des Amerikanischen Unabhängigkeitskrieges segelte er 1778 mit seinem Regiment in die Karibik und kämpfte insbesondere 1779 bei Grenada und Savannah (Georgia) gegen die Briten. Von 1786 bis 1789 war er französischer Gouverneur der 1781 eroberten Insel Tobago. Zur Versammlung der Generalstände von 1789 kehrte er nach Paris zurück, wo er sich als Abgeordneter des Adels insbesondere für die Interessen der Kolonien einsetzte.
Im Januar 1792 wurde er Lieutenant-général des armées befördert. Trotz der Hinrichtung seines Bruders Theobald Dillon, des Kommandanten der Garnison Lille, durch republikanische Truppen am 29. April 1792 schloss er sich der Revolution an. Im August 1792 wurde er Kommandeur der Vorhut der Zentralarmee unter dem Oberbefehl von General Charles-François Dumouriez und schlug mit seiner Einheit die preußischen Truppen nordwestlich von Verdun über die Maas zurück. Danach besetzten seine Soldaten die Argonnen und er entwarf die Planungen zur Kanonade bei Valmy am 20. September 1792, die einen Wendepunkt des ersten Koalitionskrieges darstellte. Daraufhin gelang ihm die Rückeroberung von Longwy.
Dillon war zwar ein überzeugter Anhänger der Revolution, erreichte jedoch nie die Unterstützung der extremen Anhänger der Bergpartei, d. h. der Enragés und der Hébertisten. Dies führte letztlich 1793 zu seiner Verhaftung, nachdem ihm ohne Beweise Parteinahme zugunsten der Royalisten vorgeworfen worden war. Einige Monate später wurde er mit Lucile Desmoulins, der Ehefrau des bereits zuvor hingerichteten Camille Desmoulins, durch die Guillotine hingerichtet.

## Ehen und Nachkommen
Er war zweimal verheiratet. 1769 heiratete er seine Cousine zweiten Grades, Lucie de Rothe († 1782), Tochter des Edouard, Comte de Rothe. Mit ihr hatte er zwei Kinder:
- George Dillon († jung)
- Henrietta-Lucy Dillon (1770–1853), ⚭ Frédéric Séraphin de la Tour du Pin, Comte de Gouvernet (1759–1837)

1784 heiratete er in zweiter Ehe Mary Françoise Laure de Girardin de Montgérald, die reiche kreolische Witwe des Comte de la Touche aus Martinique, mit der er zwei Töchter hatte:
- Fanny Dillon († 1836), ⚭ Henri-Gatien, Comte Bertrand (1773–1844)
- Louise Dillon (um 1785–1822), ⚭ Admiral Sir Richard Strachan, 6. Baronet (1760–1828)

## Ehrungen
Sein Name ist am Triumphbogen in Paris am nördlichen Pfeiler in der 4. Spalte eingetragen.